# NGC 2936
NGC 2936 é uma galáxia no par de interação Arp 142. Originalmente uma galáxia espiral típica, ela foi distorcida por interação gravitacional com a galáxia elíptica NGC 2937.
Esta galáxia está localizada na direcção da constelação de Hydra. Possui uma declinação de +02° 45' 38" e uma ascensão recta de 9 horas, 37 minutos e 44,4 segundos. Foi descoberta em 3 de Março de 1864 por Albert Marth.